# Ajuntament de París
L'Ajuntament de París (Hôtel de Ville, en francès) allotja les institucions del govern municipal de París. Està situat en el quart districte de la ciutat, en la Plaça de l'Hôtel de Ville. L'edifici ha allotjat l'ajuntament de París des del 1357, sent, com els palaus de la Generalitat de Catalunya i valenciana, un dels pocs edificis d'origen medieval a Europa que es mantenen com a seu del govern pel qual havien sigut construïts. L'actual aspecte és degut, però, a una reconstrucció feta al segle xix.

## Història
Els antecedents de l'ajuntament de París es troben en una institució anomenada La Hanse, que era l'associació dels comerciants que feien els seus negocis emprant vaixells que navegaven pel riu Sena. El rei Lluís IX va delegar en aquesta institució el govern i l'administració de la ciutat de París l'any 1260. Els membres d'aquesta corporació es reunien llavors en un edifici de la plaça del Chatelet.
El juliol del 1357 l'alcalde (prefecte) Etienne Marcel va adquirir en nom de la ciutat la Casa de les Columnes, situada a la plaça de Grève , l'actual emplaçament dos carrers més a prop del riu que l'anterior, i hi va traslladar les oficines.

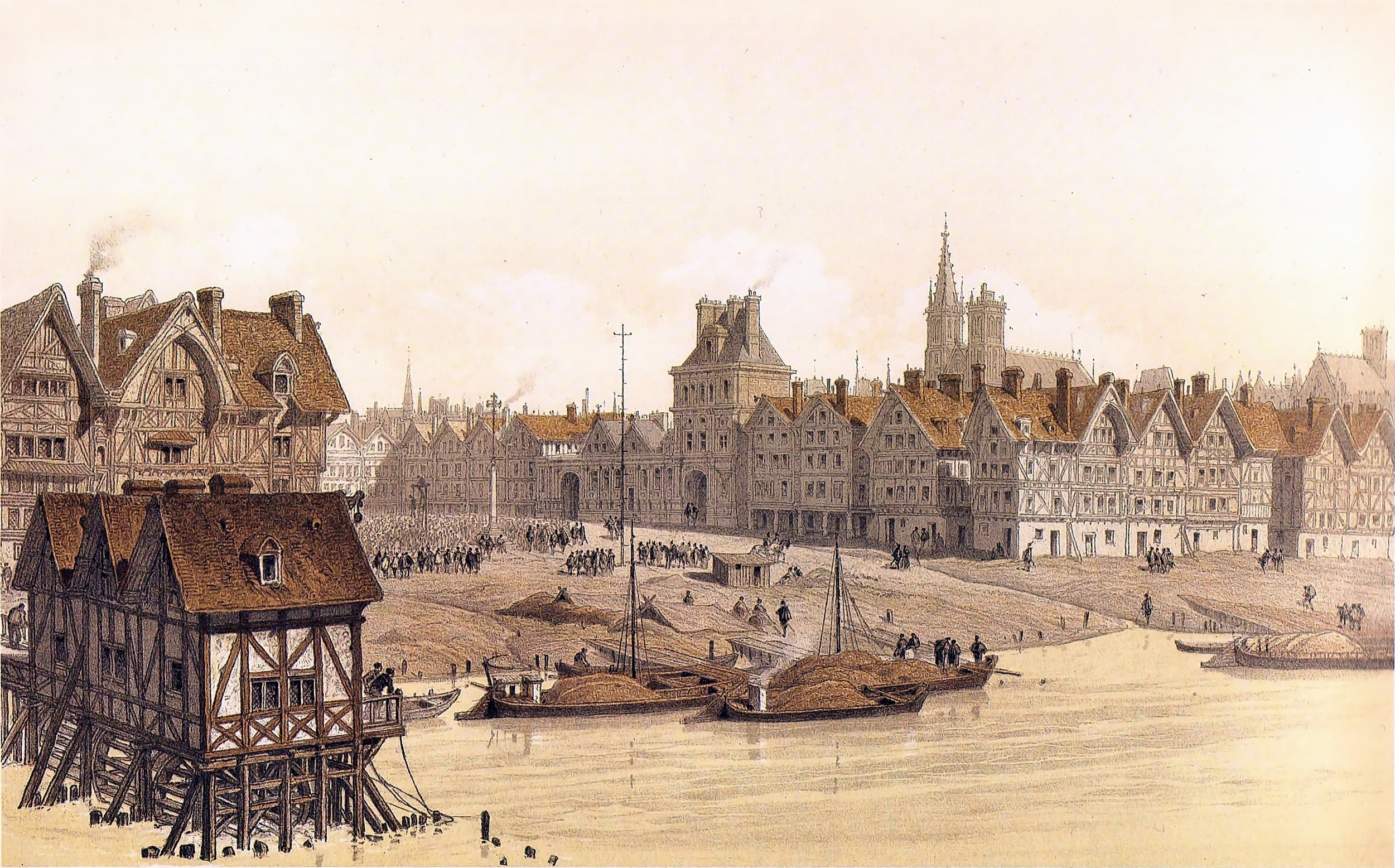
Gravat de l'ajuntament el 1583.

Aquest edifici es va ensorrar i el 1533 el rei Francesc I va fer posar la primera pedra d'un altre més gran i sòlid. Les obres es van confiar a l'arquitecte italià Domenico da Cortona. Les obres es van acabar el 1628. Encara que el 1836 i el 1850 es van fer més ampliacions, es va conservar la façana renaixentista ideada per Cortona. En el moment de l'Exposició Universal, el 1867, les reformes a l'interior estaven enllestides i s'hi van celebrar balls i banquets amb els convidats d'honor, els quals podien admirar-hi quadres de Delacroix i d'Ingres.
El 1871, durant La Comuna, un incendi va destruir gairebé tot l'edifici. Proclamada definitivament la República, París no va tornar a tenir alcalde fins al 1977. Entre el 1874 i el 1882 es va construir un nou edifici d'estil neorenaixentista, molt semblant al de Cortona. Els arquitectes als quals es va confiar aquesta obra van ser Teodore Ballu i Edouard Deperthes. En la façana hi ha 136 estàtues que representen personatge il·lustres de la ciutat, entre les quals està la d'Etienne Marcel.

## Plaça

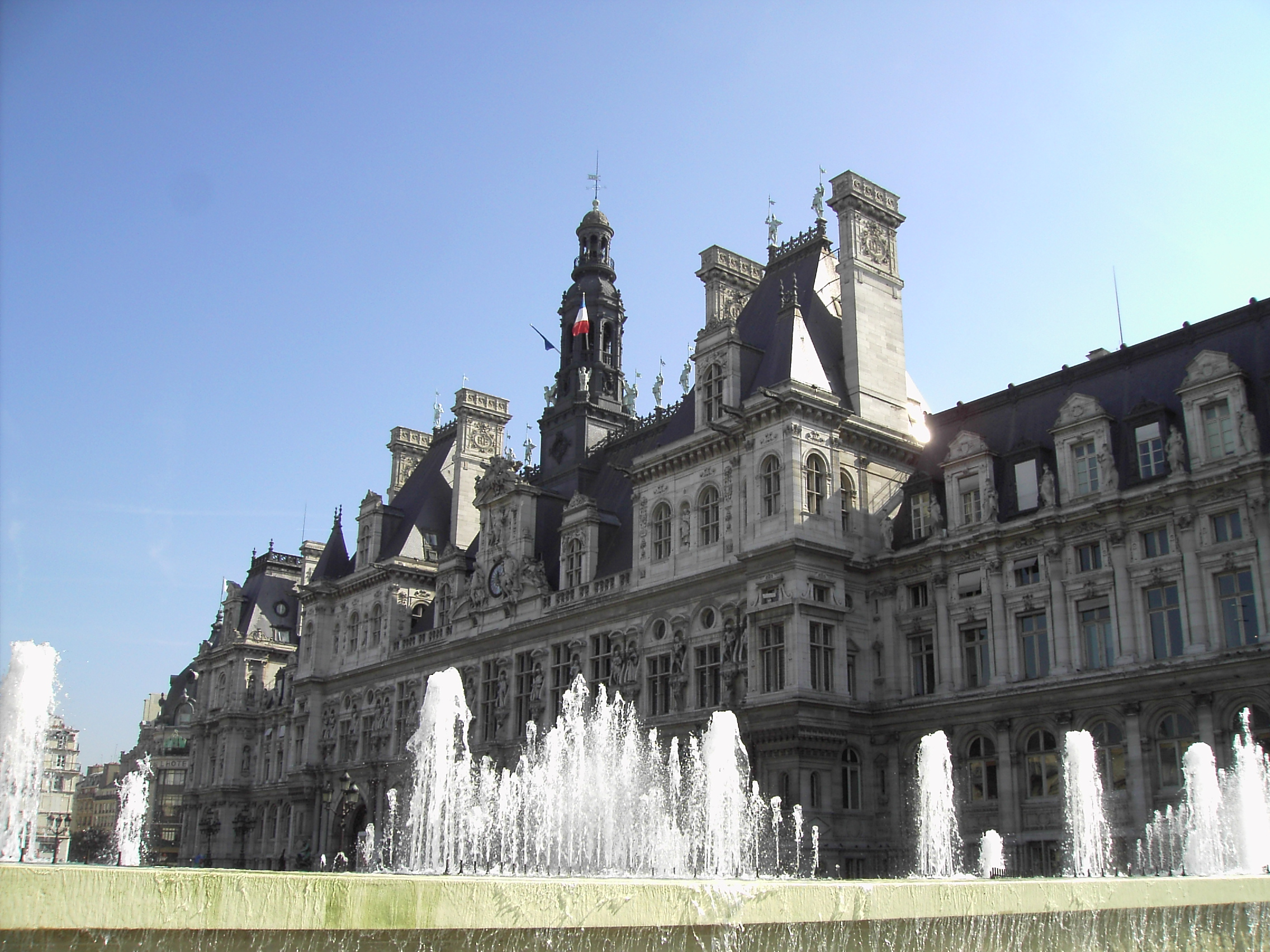
Font de l'Ajuntament

Aquest lloc ha estat lloc de trobada dels ciutadans i protagonista de molts fets històrics. La festa de sant Joan s'hi celebrava amb gran esplendor. Durant la revolució va ser un dels llocs on es va muntar una guillotina i es feien execucions públiques. Anteriorment ja s'havia fet servir en aquest sentit, per executar Gabriel de Montgomery, l'assassí accidental del rei Enric II de França.
La plaça de Grève, va canviar el nom pel de Place de l'Hotel de Ville el 19 de març del 1803.
Actualment (des del 23 d'abril del 2013) s'ha rebatejat amb el nom de Esplanade de la Libération, segons va declarar l'alcalde «per retre homenatge als resistents, als francesos lliures, als aliats i a tots els insurgents que van lliberar París la nit del 24 al 25 d'agost del 1944.»
El trànsit rodat està exclòs des del 1982. La font actual no és la mateixa que apareix als gravats antics, que es va destruir el 1674. Acostuma a ser el lloc de celebracions populars, com la final de la lliga de rugbi.

## Interior

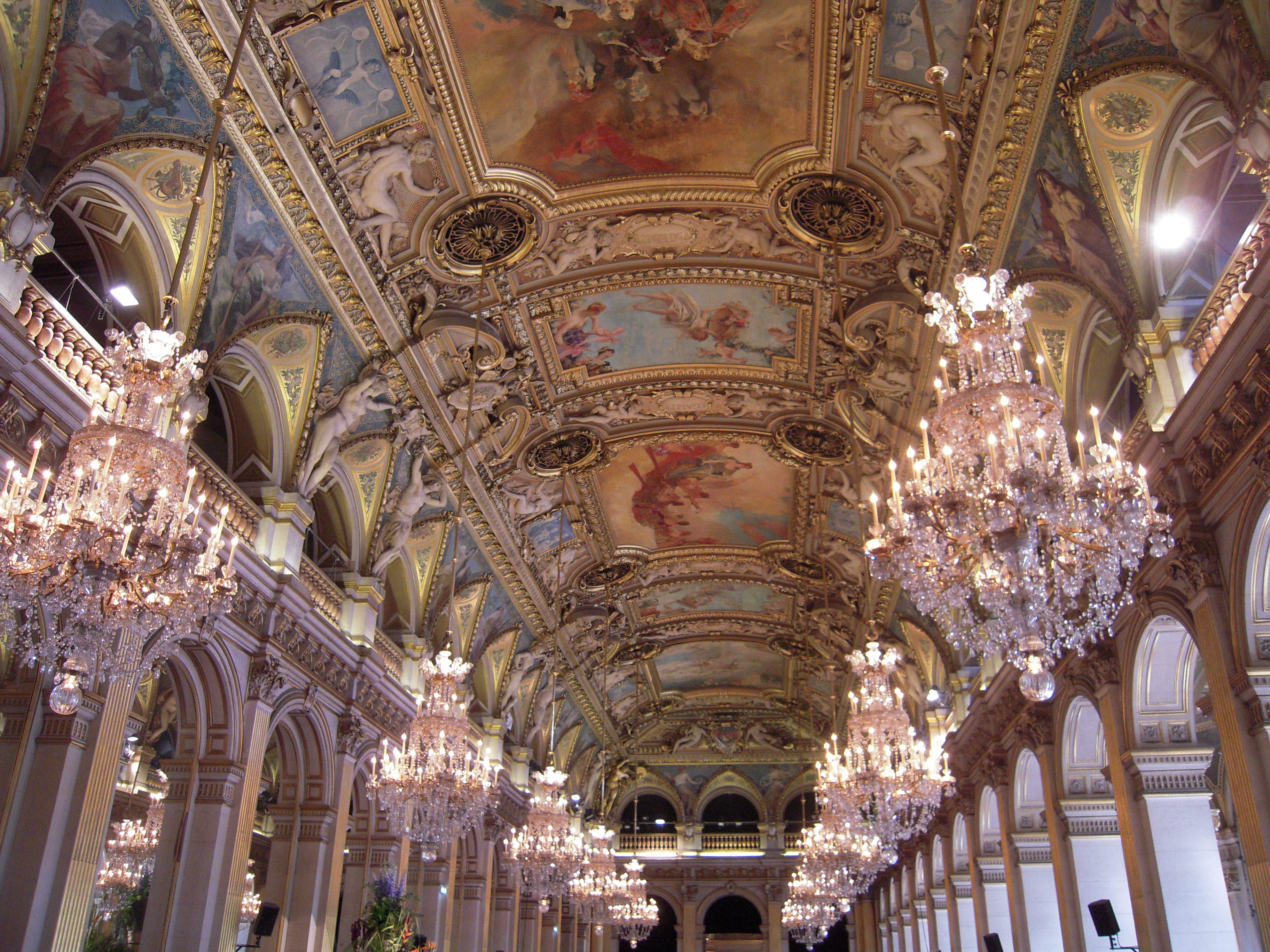
Volta de la Sala de Festes.

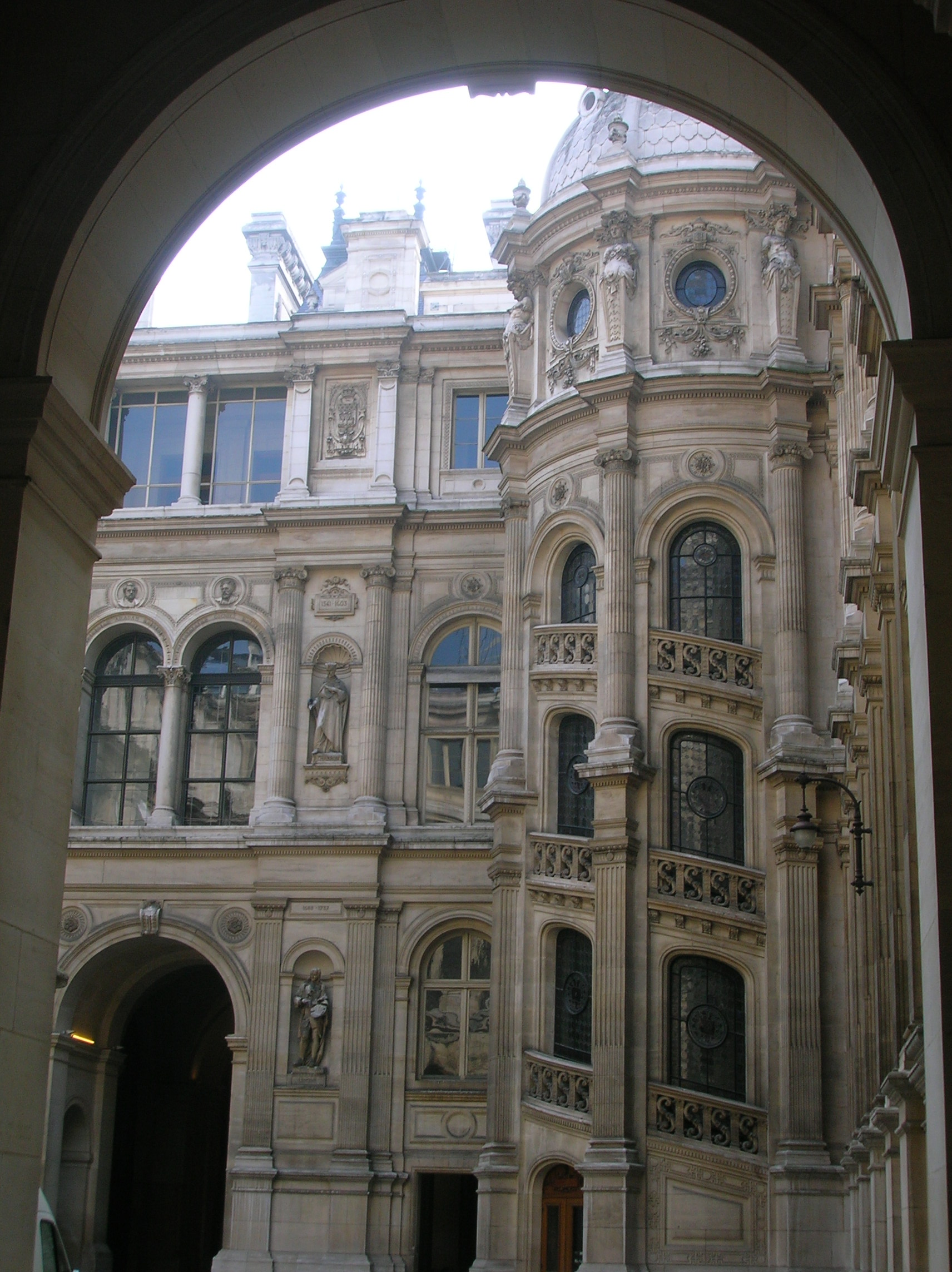
Pati interior

La Sala de Festes de l'ajuntament es va concebre com a rèplica del Saló dels Miralls del palau de Versalles.
Després d'haver estat incendiat durant La Comuna (1871), l'interior es va reconstruir en estil Renaissance, inspirat en l'art renaixentista, el qual va caracteritzar l'arquitectura de la Tercera República. Les pintures al fresc fetes a la volta de la sala de festes representen setze províncies de França i són l'obra de quatre artistes: Jean-Joseph Weerts, François-Émile Ehrmann, Paul Milliet i Ferdinand Humbert.
L'Ajuntament es pot visitar gratuïtament prèvia inscripció en el servei de relacions públiques de la vila. Els espais proposats per visitar són: tots els salons de recepció (Salons de les Arcades, Saló Jean-Paul Laurens, Saló Bertrand i Sala de Festes), el pati interior, l'escala d'Honor i la Sala del Consell.

## Jardí

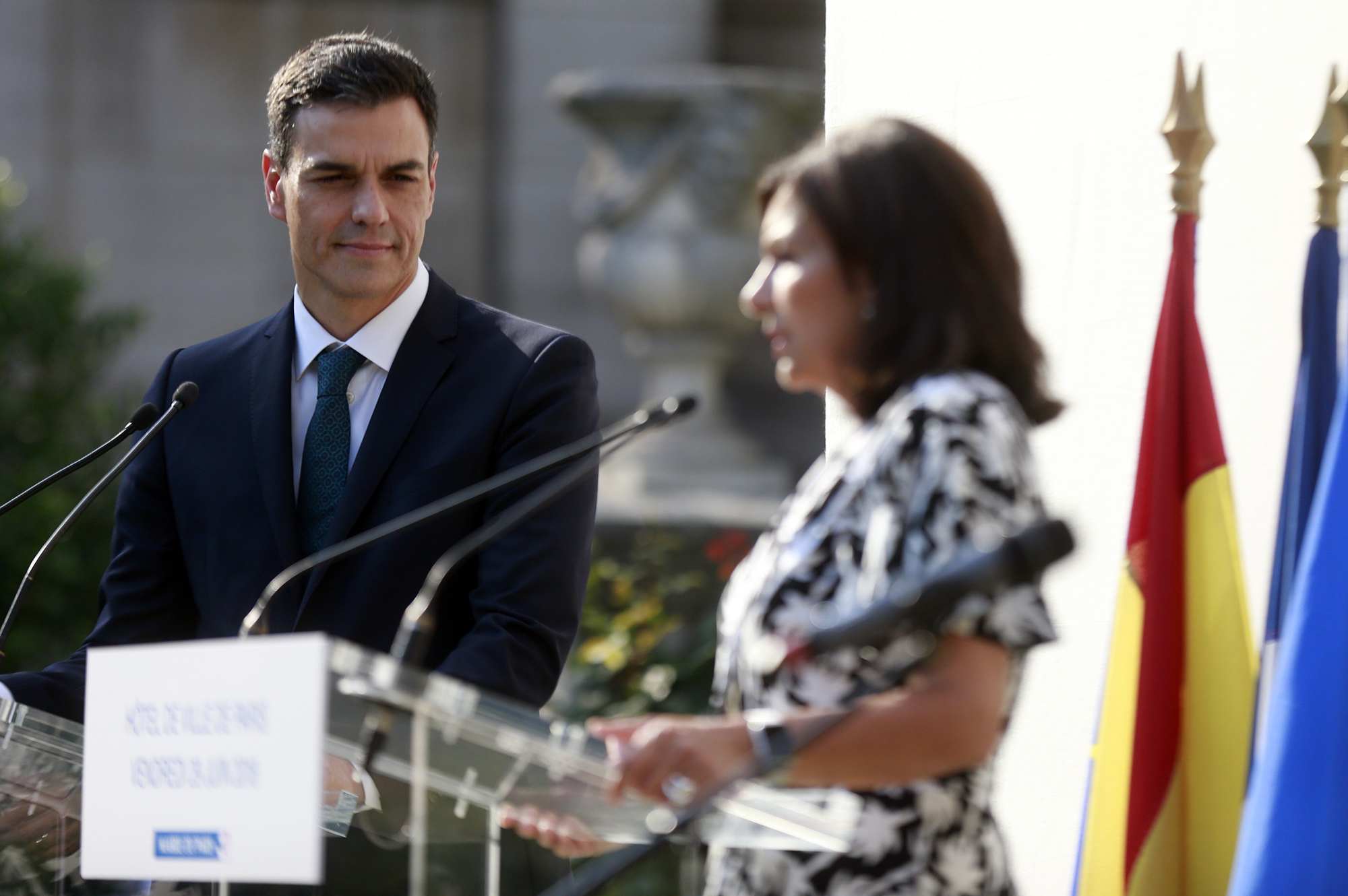
El president Pedro Sánchez, convidat per l'alcaldessa de París el juny del 2018.

L'ajuntament té un jardí de 1.394 m², que ara s'anomena Jardí dels Combatents, en honor de la 9na Companyia de la 2na Divisió Blindada del general Leclerc, que va alliberar la ciutat el 1944. Aquesta companyia estava formada majoritàriament per republicans espanyols refugiats a França després de la victòria de Franco. En la cerimònia de canvi de nom —abans es deia simplement Jardí de l'Ajuntament— va assistir el rei Felip VI i la seva esposa.
El jardí consta d'una zona central de gespa travessada per dreceres de grava, envoltat de rosers; als cantons hi ha arbredes. També hi ha un espai per a jocs infantils, que fan servir els nens de la llar d'infants de l'ajuntament; al costat hi ha un galliner i una gàbia per a conills. A l'entrada del jardí hi ha una estàtua a cavall d'Etienne Marcel.

## Fotografies
- Revolució de 1848: Alphonse de Lamartine prenent l'Ajuntament de París
- Façana de l'Ajuntament de nit